# 张树京
张树京（1933年—），江苏苏州人，中华人民共和国教授，曾任北京交通大学校长。
1953年，毕业于北京铁道学院电信系。1962年，进入苏联列宁格勒铁道工程学院，并获技术科学副博士。此后回国任教于北京交通大学。1983年，担任北京交通大学校长。其研究领域为通信理论和信号检测理论。